# Giovanni Battista Morandini
Giovanni Battista Morandini (* 30. Juni 1937 in Bienno, Provinz Brescia, Italien; † 21. Oktober 2024 ebenda) war ein italienischer Geistlicher, römisch-katholischer Erzbischof und Diplomat des Heiligen Stuhls.

## Leben
Giovanni Battista Morandini studierte zunächst Philosophie und von 1960 bis 1962 als Alumne des Päpstlichen Lombardischen Priesterseminars Katholische Theologie an der Päpstlichen Universität Gregoriana in Rom. Am 22. Juli 1962 empfing er für das Bistum Brescia in Bienno die Priesterweihe. Anschließend wurde er für ein Aufbaustudium in Kanonischem Recht freigestellt und absolvierte von 1964 bis 1966 die Päpstliche Diplomatenakademie. Im Anschluss trat er in den Diplomatischen Dienst des Heiligen Stuhls ein und war zunächst in der Apostolischen Nuntiatur in Bolivien tätig. Papst Paul VI. verlieh ihm am 11. Juli 1967 den Ehrentitel Kaplan Seiner Heiligkeit (Monsignore). 1970 wechselte er an die Nuntiatur in Kenia. 1971 wurde er Nuntiatursekretär in Belgien und schließlich 1975 mit diplomatischen Aufgaben in Brasilien betraut. Ab 1979 war er schließlich als Nuntiaturrat in der Sektion für Allgemeine Angelegenheiten der Kirche des Staatssekretariat tätig.
Papst Johannes Paul II. ernannte ihn am 30. August 1983 zum Titularerzbischof von Numida und zum Apostolischen Nuntius in Ruanda. Die Bischofsweihe spendete ihm Kardinalstaatssekretär Agostino Casaroli am 8. Oktober desselben Jahres im Petersdom; Mitkonsekratoren waren Kurienkardinal Bernardin Gantin und Eugênio Kardinal de Araújo Sales, Erzbischof von São Sebastião do Rio de Janeiro. 
Am 12. September 1990 wurde er zum Apostolischen Nuntius in Guatemala ernannt. Am 23. April 1997 wurde er zum Apostolischen Nuntius in Korea und Mongolei ernannt. Am 6. März 2004 wurde er zum Apostolischen Nuntius in Syrien ernannt. Sein altersbedingtes Rücktrittsgesuch nahm Papst Benedikt XVI. am 21. September 2008 an.